# Mareth-linjen
Mareth-linjen var en forsvarslinje anlagt i 1936-1939 af franskmændene mellem byerne Medenine og Gabès i det sydlige Tunesien kort før 2. verdenskrig. Linjen var tænkt som forsvar mod angreb fra italienerne i Libyen, men efter Frankrigs fald og Operation Torch faldt den i hænderne på Aksemagterne og blev i stedet brugt af italienerne og tyskerne som forsvar mod briterne.

## Beskrivelse
Geografien i det centrale Tunesien er domineret af Atlasbjergene, mens den nordlige og sydlige del er forholdsvis flad. Mod syd finder man Matmâtabakkerne, en kæde af bakker, som forløber nord-syd nogenlunde parallelt med østkysten ud mod Middelhavet. Vest for bakkerne er landet ugæstfri ørken, hvilket gør området mellem bakkerne og kysten til den eneste fremkommelige adgangsvej til de beboede områder i nord. En mindre række af bakker løber i øst-vestlig retning langs den nordlige end af Matmâta-kæden, hvilket yderligere vanskeliggør denne adgang. Der er et lille hul mellem de to bakkekæder, Tebagahullet, ved den allernordligste ende af Matmâtabakkerne.
Mareth-linjen fulgte i store træk Wadi Zigzaou 35 kilometer ind i landet fra havet til Matmâtabakkerne hen over kystvejen. Wadien udgjorde en naturlig forsvarslinje med stejle op til 20 meter høje bredder og havde ry for at være den vanskeligste forsvarslinje i Nordafrika. Efter fransk opfattelse var bakkerne tilstrækkeligt vanskelige at passere til, at man kunne udelukke et hvert forsøg på at omgå flanken inde i landet. Efterfølgende blev denne antagelse modbevist i Operation Supercharge II.

## Krigstidshistorie
Efter den allierede sejr ved el-Alamein trak de tyske og italienske styrker sig kæmpende tilbage igennem det nordlige Libyen og ind i Tunesien. General Bernard Montgomerys 8. armé gjorde holdt ved Medenine for at forberede sig på det vanskelige angreb på Mareth-linjen og den italienske 1. armé (bestående af resterne af feltmarskal Erwin Rommels Afrika Korps og de italienske armeer), som nu var under kommando af General Giovanni Messe. Messe forsøgte et forebyggende angreb i Operation Capri. Da dette slog fejl, trak aksestyrkerne sig tilbage til Mareth-linjen og afventede det britiske angreb.

### Operation Pugilist
Den 19. marts 1943 angreb den 8. armé linjen i operation Pugilist. Den britiske 50. infanteridivision fra 30. korps gennembrød linjen ved Zarat, men deres lomme blev ødelagt ved et modangreb fra 15. tyske panserdivision den 22. marts.
Tidligere rekognoscering fra Long Range Desert Group havde afsløret, at linjen kunne omgås i flanken. Dette ville gøre det muligt for en styrke at gå ind i Tebaga hullet fra dens vestlige side og dukke op på kystsletten bag Mareth-linjen – et "venstre hook". Montgomery sendte derfor generalløjtnant Bernard Freybergs forstærkede 2. newzealandske division gennem Matmâtabakkerne, hvor angrebet imidlertid blev stoppet af beslutsom modstand.

### Operation Supercharge II
Efter at angrebene fra 30. korps og newzealænderne var slået tilbage, blev de allierede styrker omgrupperet, idet 1. pansrede division fra 10. korps blev sendt af sted for at forstærke Tebagahullet. Brian Horrocks, lederen af 10. korps, fik kommandoen over operationerne ved Tebagahullet, og fornyede angreb indledtes den 26. marts. Dette "venstre hook" brød gennem Tebagahullet den 27. marts, og, sammen med et nyt frontalangreb, blev linjen gjort umulig at hold; men det lykkedes Messes styrker at undgå omringning, da 1. pansrede division blev forsinket ved El Hamma. Aksestyrkerne trak sig tilbage til en linje ved Akarit, 60 kilometer længere nordpå.

## Fodnoter
1. ↑  Stevens (1962), p. 155

## Eksterne kilder
- Rejsetips om besøg på museet om Mareth-linjen (Webside ikke længere tilgængelig)

33°36′N 10°18′Ø / 33.6°N 10.3°Ø